# Arnošt Vojtěch z Harrachu
Arnošt Vojtěch z Harrachu O.Cr. (německy Ernst Adalbert von Harrach, 4. listopadu 1598 Vídeň – 25. října 1667 Vídeň) byl katolický duchovní, biskup tridentský (1665–1667), 13. arcibiskup pražský, 28. velmistr řádu Křižovníků s červenou hvězdou (obojí 1623–1667) a také kardinál. V pražské katedrále korunoval tři české krále a dvě královny.

## Život

### Rodina
Narodil se jako druhý syn hraběte Karla z Harrachu a Marie Alžběty, hraběnky ze Schrattenbachu. Jako druhorozený syn byl předurčen pro duchovní kariéru. Po studiích ho rodina vypravila na kavalírskou cestu, do Říma přijel i s preceptorem na konci roku 1616. Zde vstoupil do mariánské družiny kostela sv. Apolináře, papež ho jmenoval svým komořím v roce 1621. Získal kanovnické prebendy v Olomouci a v Pasově. Jeho sestra Izabela Kateřina byla od roku 1623 manželkou Albrechta z Valdštejna, druhá sestra Maxmiliána byla provdána za císařského generála Adama Erdmana Trčku z Lípy, který byl zavražděn v Chebu spolu s Valdštejnem.

### Biskup

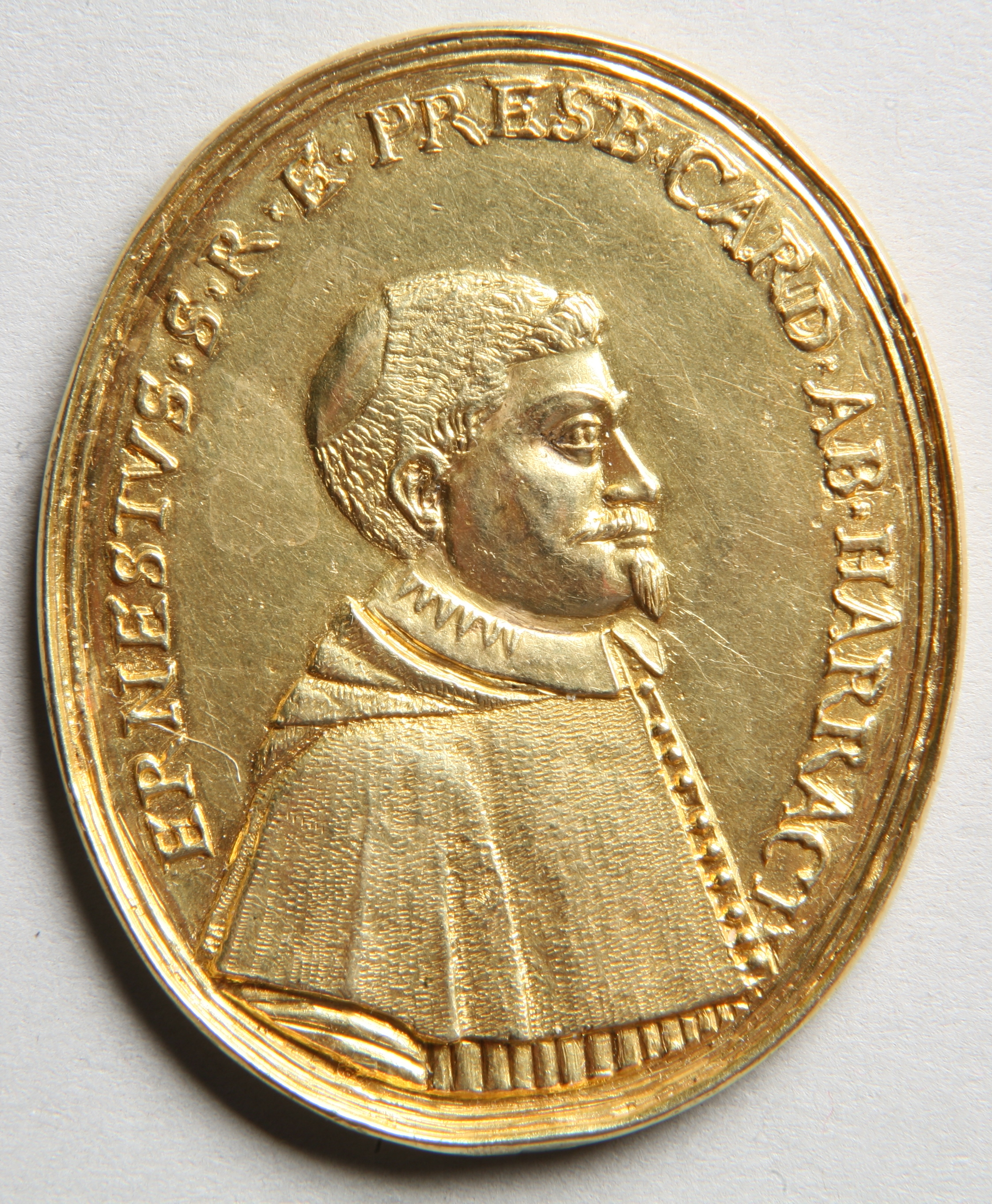
medaile

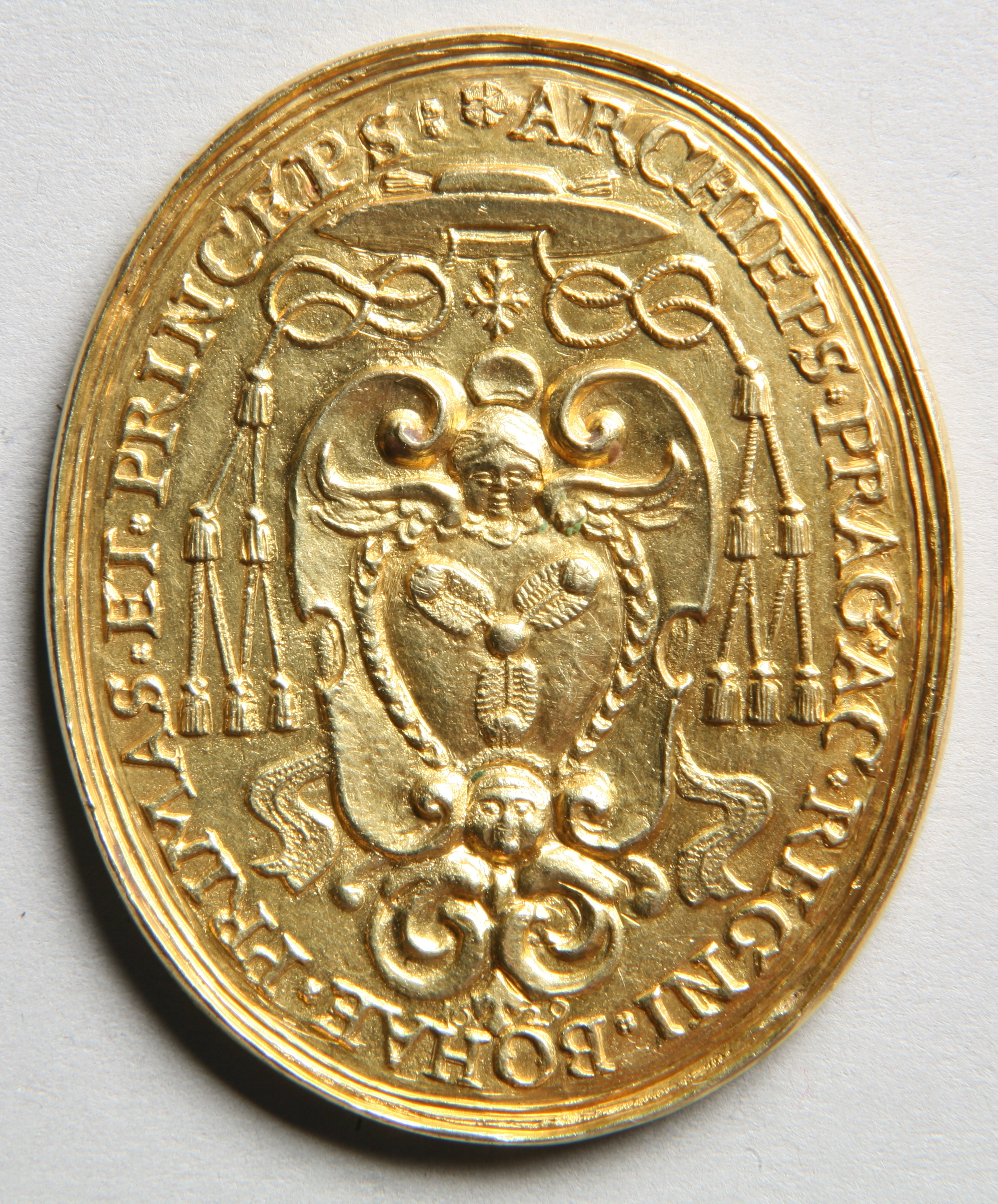
1629

Pražským arcibiskupem byl zvolen jako pětadvacetiletý v roce 1623, vysvěcen byl v Sixtinské kapli 22. ledna. Vedl rekatolizaci v Čechách po porážce českého stavovského povstání a společně s olomouckým biskupem Františkem kardinálem z Ditrichštejna (který mu byl v církevní hierarchii podřízen, ale politicky jej zastínil) působil jako důležitý rádce Habsburků. Osobně se stavěl proti násilné rekatolizaci a vyhánění nekatolíků z Čech, ovšem podřídil se rozhodnutí královského dvora. Spolu s Ditrichštejnem provedl závěrečné revize Obnoveného zřízení zemského, které v roce 1627 přisoudilo duchovenstvu první místo na zemském sněmu; první mezi duchovními byl pražský arcibiskup.
Založil Arcibiskupský seminář a gymnázium, za jeho působení také vznikly diecéze litoměřická (1655) a královéhradecká (1664). Podle původního plánu schváleného papežskou kurií měla být čtyři biskupství zřízena v Českých Budějovicích, v Hradci Králové, v Litoměřicích a v Plzni. Jak budějovická, tak plzeňská městská rada ale nesouhlasily, patrně se obávaly nákladů. Tridentské knížecí biskupství dostal Harrach jako odškodnění za oddělení nových českých diecézí od pražské.
Pražskou arcidiecézi nově rozdělil na vikariáty, které umožňovaly lepší správu než dřívější arcijáhenství. Ve svém obvodu vikář dohlížel na jednotlivé kněze a svolával je dvakrát ročně k poradám. Potýkal se se stálým nedostatkem kněží, z tisíce farností jich v roce 1636 mělo vlastního faráře zhruba 350.
V roce 1627 bylo do Prahy přeneseno tělo sv. Norberta, zakladatele řádu premonstrátů.
Dne 21. listopadu 1627 korunoval druhou manželku Ferdinanda II. Eleonoru na českou královnu a o čtyři dny později jeho syna, devatenáctiletého Ferdinanda III. českým králem.
V roce 1629 byla slavnostně zahájena obnova pražské katedrály. V témže roce Harrach organizoval oslavy 700. výročí smrti sv. Václava a zavedl v Čechách svátek Neposkvrněného Početí Panny Marie.
Restituční edikt císaře Ferdinanda II. ze 6. března 1629 navrátil katolické církvi statky, zabrané protestanty. Katolická církev v Čechách byla jedna z mála, která je mohla vymáhat, v celé říši se edikt nikdy neprosadil. Ferdinand II. se dohodl s papežem, že uspokojí nároky katolické církve zřízením solní pokladny: z každé do Čech dovezené bečky soli měl arcibiskup dostat 15 krejcarů.
Dne 12. září 1638 doprovodil spolu s císařem zpátky do Staré Boleslavi Palladium země české ukořistěné Sasy před šesti lety, roku 1632.
Dne 5. srpna 1646 korunoval dalšího českého krále Ferdinanda IV. a o deset let později královnu Eleonoru a krále Leopolda.
Když byla Karlova univerzita spojena 4. března 1654 s jezuitskou akademií a přejmenována na Karlo-Ferdinandovu univerzitu, byl mu předán starobylý titul kancléře univerzity.

### Kardinál
Kardinálem byl jmenován 19. ledna 1626, biret a svůj první titulární římský kostel S. Maria degli Angeli obdržel 7. června 1632. Účastnil se konkláve, které roku 1644 zvolilo papežem Inocence X., konkláve roku 1655, na kterém byl zvolen Alexandr VII. a nakonec konkláve roku 1667, které zvolilo Klementa IX. Řím navštívil v letech 1626, 1637, 1644, 1655 a 1667, vždy na několik měsíců. Jeho titulární kostel ve Věčném městě byl nejprve S. Maria degli Angeli (1632–1644), pak S. Prassede (1644–1667) a nakonec San Lorenzo in Lucina (1667).

### Závěr života
Dne 4. listopadu 1661 sepsal Kardinál Harrach svou závěť, ve které odkázal veškerý svůj majetek svému bratrovi Františku Albrechtovi a svému synovci Ferdinandu Bonaventurovi. Různým církevním institucím a členům svého dvora odkázal dohromady 59 200 zlatých. Zároveň ve své závěti stanovil, že po své smrti má být pohřben ve městě, v němž zemře, a náklady na pohřeb nemají převýšit 3000 zlatých a náklady na zádušní mše 4000 zlatých.
Arnošt Vojtěch z Harrachu zemřel 25. října 1667 ve Vídni na zpáteční cestě z konkláve. Pohřební obřady začaly 16. listopadu a trvaly tři dny. Je pohřben v rodinné kryptě dvorního kostela u augustiniánů ve Vídni.